# 永取
永取（えいどり）とは、江戸時代の年貢徴収方法の一つ。
年貢の徴収方法としては東国では反取（段取）、西国では厘取が行われていた。反取では田一段につき上田7斗5升取など田の質に合わせて米を徴収する米取が原則であったが、畑作が多い関東地方などではこの原則が取れず、戦国期以後用いられてきた永楽通宝に由来する貨幣価値「永」を用いて、畑及び屋敷地の永高を算定し、実際の年貢の納税に際しては使用が停止された永楽通宝に代わる金貨や銅銭に換算（「永」1貫文＝金1両＝銅銭4,000文）され、その換算に基づく金納が行われた。これを永取と称した。時期によって永取の評価は異なるものの、畑地はその質によって上畑・中畑・下畑の3段階に分けられ、屋敷地は上畑に準じるのが慣例であった。